# كليبر (لاعب كرة قدم مواليد 1980)
كارافايو كوريا (Kléber de Carvalho Corrêa) (1 أبريل 1980 في ساو باولو في البرازيل – ) هو لاعب كرة قدم كان يلعب كلاعب وسط. يلعب مع منتخب البرازيل لكرة القدم منذ عام 2002.

## مسيرته الكروية
لعب كارافايو كوريا خلال مسيرته الاحترافية مع 6 أندية في تسعة عشر موسمًا وسجل خلالها 19 هدفًا ضمن 384 مباراة. حيث فاز في موسم واحد بالكأس وفي ثلاثة مواسم بالدوري.
خاض كارافايو كوريا مسيرته مع نادي كورينثيانز في موسم 1998 ليلعب معه ستة مواسم، مشاركًا في 94 مباراة سجل خلالها هدفين. ثم انتقل إلى نادي هانوفر 96 في موسم 2003–04 لمدة موسم واحد، حيث شارك في 23 مباراة سجل خلالها هدفًا واحدًا. لينتقل بعدها إلى نادي بازل في موسم 2004–05 في المرة الأولى لمدة موسم واحد ثم في موسم 2005–06 لمدة موسم واحد، مشاركًا طوالها في 36 مباراة سجل خلالها هدفًا واحدًا أيضًا. ثم انتقل إلى نادي سانتوس ما بين عامي 2005 و2006 في المرة الأولى لمدة موسم واحد ثم في موسم 2006 واستمر معه طيلة ثلاثة مواسم، مشاركًا طوالها في 105 مباراة سجل خلالها 9 أهداف. هذا وانتقل لاحقًا إلى نادي إنترناسيونال في موسم 2009 ليلعب معه خمسة مواسم، مشاركًا في 122 مباراة سجل خلالها 6 أهداف. ثم انتقل بعدها إلى نادي فيغورينسي ما بين عامي 2014 و2015 لمدة موسم واحد، مشاركًا في 4 مباريات ولم يسجل أي هدف.

## وصلات خارجية
- هذه المقالة غير مرتبط بويكي بيانات

}}